# Gwiozda
Gwiozda – jeden z trzech typów łowickiej wycinanki (pozostałe to „kodra” i „tasiemka”), dawny element dekoracyjny wnętrz chłopskich chałup. 
Są to wycinanki zawierające najczęściej motywy roślinne, zoomorficzne i antropomorficzne.

## Rys historyczny
Historia wycinanek łowickich sięga II połowy XIX wieku, kiedy to wycinankami zaczęto dekorować wnętrza izb chłopskich chałup. Tradycja ta przyszła do polskiej sztuki ludowej z kultury żydowskiej. Żydzi zawieszali wycinanki z liturgicznymi ozdobieniami na oknach swoich domów w czasie świąt. Gwiozdy umieszczano na belkach stropowych pomiędzy "kodrami" oraz jako zwieńczenie „tasiemek” wieszanych na ścianach. Od lat 20. XX w. zaczęto tworzyć tzw. gwiozdy ażurowe. W ażurowych kołach, również z dekoracją symetryczną, obok pojedynczych, pojawiają się zwielokrotnione motywy roślin (kwiaty, a przede wszystkim róże) i zwierząt (koguty, pawie, konie). Istnieją dwa rodzaje ażurowych gwiozd. Pierwsze, występują w formie barwnej rozety z wzorami geometrycznymi. W drugich najważniejszym elementem była para ptaków zwróconych ku sobie. Umieszczane były one po bokach kwiatka umiejscowionego pośrodku wycinanki. Ów rodzaj wycinanek nie służył do dekoracji izb, a był przeznaczony na sprzedaż. 

## Technika
Gwiozda to wycinanka okrągła, często z brzegami nieregularnymi, np. w formie drobnych ząbków. Jej dekorację stanowią symetryczne elementy roślinne oraz zwierzęce (np. popularny w regionie łowickim kogut). Są wykonane przez warstwowe naklejanie papieru kolorowego w kolejności od największych do najmniejszych elementów. Podłoże stanowi całkowicie spójny szablon (wykonany przez wycięcie wzoru z jednego kawałka papieru, najczęściej o czarnym kolorze), przyklejony do białego kartonu. Dopiero na to naklejane są wielobarwne dekoracje. Posiadają one jedną oś symetrii. Wykonywano je ręcznie za pomocą nożyc do strzyżenia owiec.
Obecnie wycinanki łowickie nie pełnią funkcji użytkowej. Są popularną pamiątką kojarzoną z regionem łowickim.